# Güzdäk
Güzdäk (azerbajdzjanska: Güzdək; tidigare ryska: Гюздек: Gjuzdek) är en ort i Azerbajdzjan.   Den ligger i distriktet Apsjeron, i den östra delen av landet, 18 km väster om huvudstaden Baku. Güzdäk ligger 156 meter över havet och antalet invånare är 2 462.
Terrängen runt Güzdäk är varierad. Güzdäk ligger uppe på en höjd. Runt Güzdäk är det tätbefolkat, med 982 invånare per kvadratkilometer.. Närmaste större samhälle är Baku, 17,8 km öster om Güzdäk. 
Omgivningarna runt Güzdäk är i huvudsak ett öppet busklandskap.